# Formosa do Rio Preto
Formosa do Rio Preto este un oraș în statul Bahia (BA) din Brazilia.